# Scottish Division One 1908/09
Die Scottish Football League Division One wurde 1908/09 zum 16. Mal ausgetragen. Es war zudem die 19. Austragung der höchsten Fußball-Spielklasse innerhalb der Scottish Football League, in der der Schottische Meister ermittelt wurde. Sie begann am 15. August 1908 und endete am 30. April 1909. In der Saison 1908/09 traten 18 Vereine in insgesamt 34 Spieltagen gegeneinander an. Jedes Team spielte jeweils einmal zu Hause und auswärts gegen jedes andere Team. Es galt die 2-Punkte-Regel. Bei Punktgleichheit waren die Vereine (mit derselben Punktausbeute) gleich platziert.
Die Meisterschaft gewann zum insgesamt neunten Mal in der Vereinsgeschichte Celtic Glasgow. In dieser Saison stieg keine Mannschaft ab, nachdem alle erstklassigen Klubs wiedergewählt worden waren. Torschützenkönig wurde mit 29 Treffern John Hunter von FC Dundee.

## Vereine
| Verein                | Stadt        | Stadion           |
| --------------------- | ------------ | ----------------- |
| FC Aberdeen           | Aberdeen     | Pittodrie Stadium |
| Airdrieonians FC      | Airdrie      | Broomfield Park   |
| Celtic Glasgow        | Glasgow      | Celtic Park       |
| FC Clyde              | Glasgow      | Shawfield Stadium |
| FC Dundee             | Dundee       | Dens Park         |
| FC Falkirk            | Falkirk      | Brockville Park   |
| FC Kilmarnock         | Kilmarnock   | Rugby Park        |
| FC Motherwell         | Motherwell   | Fir Park          |
| FC Queen’s Park       | Glasgow      | Hampden Park      |
| FC St. Mirren         | Paisley      | St. Mirren Park   |
| Glasgow Rangers       | Glasgow      | Ibrox Park        |
| Greenock Morton       | Greenock     | Cappielow Park    |
| Hamilton Academical   | Hamilton     | Douglas Park      |
| Heart of Midlothian   | Edinburgh    | Tynecastle Park   |
| Hibernian Edinburgh   | Edinburgh    | Easter Road       |
| Partick Thistle       | Glasgow      | Firhill Stadium   |
| Port Glasgow Athletic | Port Glasgow | Clune Park        |
| Third Lanark          | Glasgow      | New Cathkin Park  |

## Statistik

### Abschlusstabelle
| Pl. | Verein                | Sp. | S  | U  | N  | Tore    | Diff. | Punkte |
| --- | --------------------- | --- | -- | -- | -- | ------- | ----- | ------ |
| 1.  | Celtic Glasgow (M, P) | 34  | 23 | 5  | 6  | 071:240 | +47   | 51:17  |
| 2.  | FC Dundee             | 34  | 22 | 6  | 6  | 070:320 | +38   | 50:18  |
| 3.  | FC Clyde              | 34  | 21 | 6  | 7  | 061:370 | +24   | 48:20  |
| 4.  | Glasgow Rangers       | 34  | 19 | 7  | 8  | 091:380 | +53   | 45:23  |
| 5.  | Airdrieonians FC      | 34  | 16 | 9  | 9  | 067:460 | +21   | 41:27  |
| 6.  | Hibernian Edinburgh   | 34  | 16 | 7  | 11 | 040:320 | +8    | 39:29  |
| 7.  | FC Aberdeen           | 34  | 15 | 6  | 13 | 061:530 | +8    | 36:32  |
| 7.  | FC St. Mirren         | 34  | 15 | 6  | 13 | 053:450 | +8    | 36:32  |
| 9.  | FC Falkirk            | 34  | 13 | 7  | 14 | 058:560 | +2    | 33:35  |
| 9.  | FC Kilmarnock         | 34  | 13 | 7  | 14 | 047:610 | −14   | 33:35  |
| 11. | Third Lanark          | 34  | 11 | 10 | 13 | 056:490 | +7    | 32:36  |
| 11. | Heart of Midlothian   | 34  | 12 | 8  | 14 | 054:490 | +5    | 32:36  |
| 13. | Port Glasgow Athletic | 34  | 10 | 8  | 16 | 039:520 | −13   | 28:40  |
| 13. | FC Motherwell         | 34  | 11 | 6  | 17 | 047:730 | −26   | 28:40  |
| 15. | FC Queen’s Park       | 34  | 6  | 13 | 15 | 042:650 | −23   | 25:43  |
| 16. | Hamilton Academical   | 34  | 6  | 12 | 16 | 042:720 | −30   | 24:44  |
| 17. | Morton                | 34  | 8  | 7  | 19 | 043:660 | −23   | 23:45  |
| 18. | Partick Thistle       | 34  | 2  | 4  | 28 | 038:102 | −64   | 08:60  |

| Saison 1908/09 Schottischer Meister |                           |
| Zum Saisonende 1907/08              |                           |
| (M)                                 | Meister des Vorjahres     |
| (P)                                 | Pokalsieger des Vorjahres |

## Wahlprozedere
Die Regularien der Scottish Football League sahen vor, dass sich am Saisonende die zwei schlechtesten platzierten Teams zu Wiederwahl stellen mussten. Abgestimmt wurde auf der jährlichen Hauptversammlung der Scottish Football League, bei der zugleich über Neuaufnahmen entschieden wurde. Dieses Wahlsystem bestimmte bis 1922 den Auf- und Abstieg zwischen der Division One und Division Two.
| Verein          | # Stimmen | Ergebnis      | Division     |
| --------------- | --------- | ------------- | ------------ |
| Morton          |           | wiedergewählt | Division One |
| Partick Thistle |           | wiedergewählt | Division One |
| Raith Rovers    |           | nicht gewählt | Division Two |
| FC Dumbarton    |           | nicht gewählt | Division Two |